# Incidente dell'Antonov An-32 di Great Lakes Business Company del 2007
Il 26 agosto 2007, un Antonov An-32B precipitò all'aeroporto di Kongolo, nella Repubblica Democratica del Congo, uccidendo 14 delle 15 persone a bordo.

## L'aereo
Il velivolo era un bimotore Antonov An-32B (nome di rapporto NATO "Curl"), numero di serie 14-07. Aveva volato per la prima volta nel 1987 ed era registrato come 9Q-CAC.

## L'incidente
Carico con nove tonnellate di cassiterite e altri minerali e con a bordo 12 passeggeri e un equipaggio di tre persone, il 26 agosto 2007 un Antonov An-32B gestito dalla Great Lakes Business Company decollò dall'aeroporto di Kongolo per un volo interno verso l'aeroporto Internazionale di Goma. Circa dieci minuti dopo il decollo, l'aereo ebbe un problema a un motore e l'equipaggio, composto da due ucraini e un russo, tentò di tornare all'aeroporto di partenza. Durante l'avvicinamento, a circa 3 chilometri dalla pista, l'aereo colpì degli alberi e precipitò intorno alle 16:00 ora locale. I rottami presero fuoco. Tutti e tre i membri dell'equipaggio e 11 dei 12 passeggeri persero la vita.